# Pachnobia beddeci
Pachnobia beddeci är en fjärilsart som beskrevs av George Francis Hampson 1913. Pachnobia beddeci ingår i släktet Pachnobia och familjen nattflyn. Inga underarter finns listade i Catalogue of Life.